# Un burka por el amor
Pour plus de détails, voir Fiche technique et Distribution.
Un burka por amor est un téléfilm espagnol basé sur le roman du même nom de Reyes Monforte. Il a été diffusé pour la première fois sur Antena 3 le 24 novembre 2009.

## Synopsis
Un burka por amor raconte l'histoire d'amour de María, une jeune Espagnole qui tombe amoureuse de Rashid, un jeune Afghan rencontré sur son lieu de travail et avec qui elle finira par vivre en Afghanistan, où ils auront leur premier enfant. Elle décide de retourner à Majorque pour que son père puisse rencontrer son petit-fils. Le mari de Maria décide de retourner en Afghanistan, où la guerre éclate. Elle l'accompagne également et ils se retrouvent piégés dans un pays qui vit sous le régime des talibans, et Maria aura un deuxième enfant. Avec l'aide de sa sœur Rosi et des services de renseignement espagnols, Maria parvient à échapper au danger avec ses enfants. Mais elle ne peut s'empêcher de penser à son mari et fera tout ce qu'elle peut pour être ensemble.

## Audiences
| Chapitre | Date de diffusion | Audience    | Audience |
| Chapitre | Date de diffusion | Spectateurs | Part     |
| -------- | ----------------- | ----------- | -------- |
| 1        | 24 novembre 2009  | 3 735 000   | 20,7%    |
| 2        | 1er décembre 2009 | 4 284 000   | 24,5%    |

## Distribution
- Olivia Molina dans le rôle de María
- Rafa Rojas dans le rôle de Rashid
- Pepe Sancho dans le rôle du père de María
- Anna Allen dans le rôle de Rosi
- Isabel Ampudia dans le rôle de Montse